# Matai (Maucatar)
Matai ist ein osttimoresischer Suco im Verwaltungsamt Maucatar (Gemeinde Cova Lima).
Der gleichnamige Berg, der Foho Matai liegt fünf Kilometer vom Ort Matai entfernt im Suco Ogues (9° 17′ S, 125° 15′ O).

## Geographie

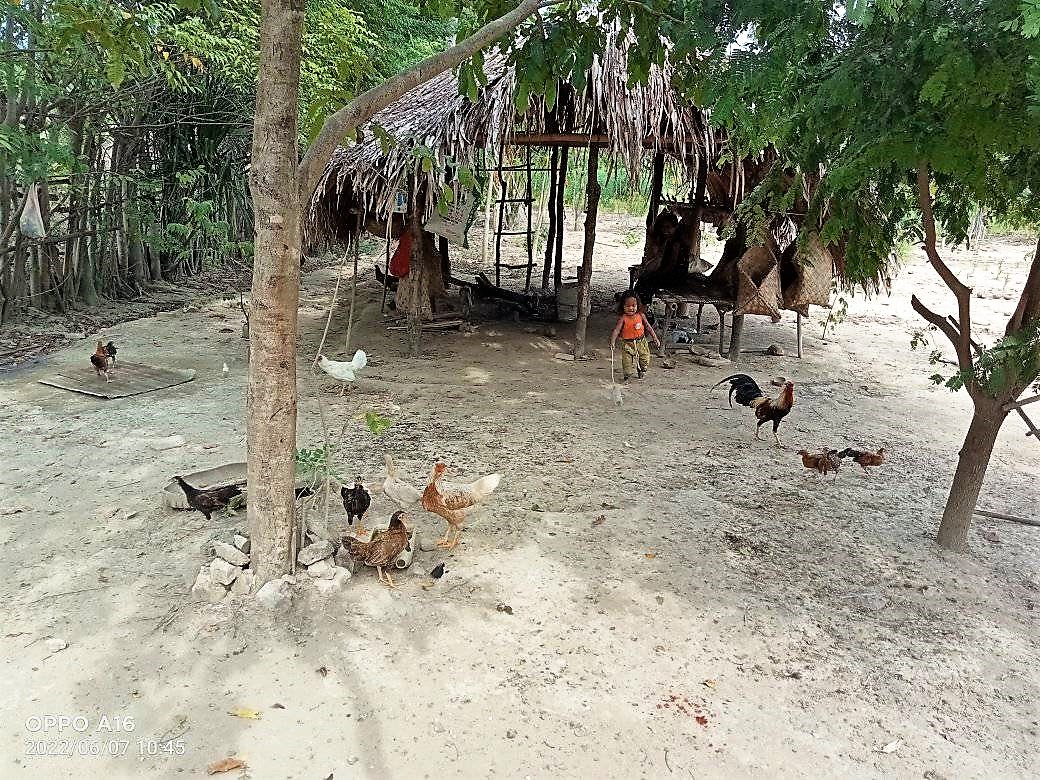
In Cunain

Der Suco Matai liegt im Südosten Maucatars und ist nur im Westen über den Suco Ogues mit dem restlichen Verwaltungsämtern verbunden. Im Norden und Osten grenzt Matai an den Suco Labarai, im Süden an Camenaça und Debos (alle Verwaltungsamt Suai). Entlang der Nordgrenze fließt der Fluss Nabuk, entlang der Südgrenze der Karautun, die später gemeinsam den Fluss Camenaça bilden. Die zwei kleinen Schlammvulkane von Ranuc liegen in Matai. Matai hat eine Fläche von 12,27 km² und teilt sich in die vier Aldeias Lohorai, Maior/Cunain (Kunai), Matai (ehemals Cruz Mina Rai) und Quiar.
Das Dorf Matai befindet sich etwa 87 km südlich von der Landeshauptstadt Dili auf einer Höhe von 61 m über dem Meer. Im Ort gibt es eine Grundschule, die Escola Primaria Matai.
Die größeren Siedlungen liegen im Süden des Sucos an einer kleinen Straße: Maior, Matai, My Krus Minar, Quiar (Kiar) und Lohorai. Neben Matai verfügt auch Lohorai, dass westlich des Flughafens Suai liegt, über eine Grundschule.

## Einwohner
Im Suco Matai leben 3.272 Einwohner (2022), davon sind 1.654 Männer und 1.618 Frauen. Im Suco gibt es 678 Haushalte. Über 50 % der Einwohner geben Tetum Terik als ihre Muttersprache an. Etwa 45 % sprechen Bunak, das sonst in den anderen Sucos des Verwaltungsamts die klare Mehrheitssprache ist. Minderheiten sprechen Tetum Prasa und Mambai.

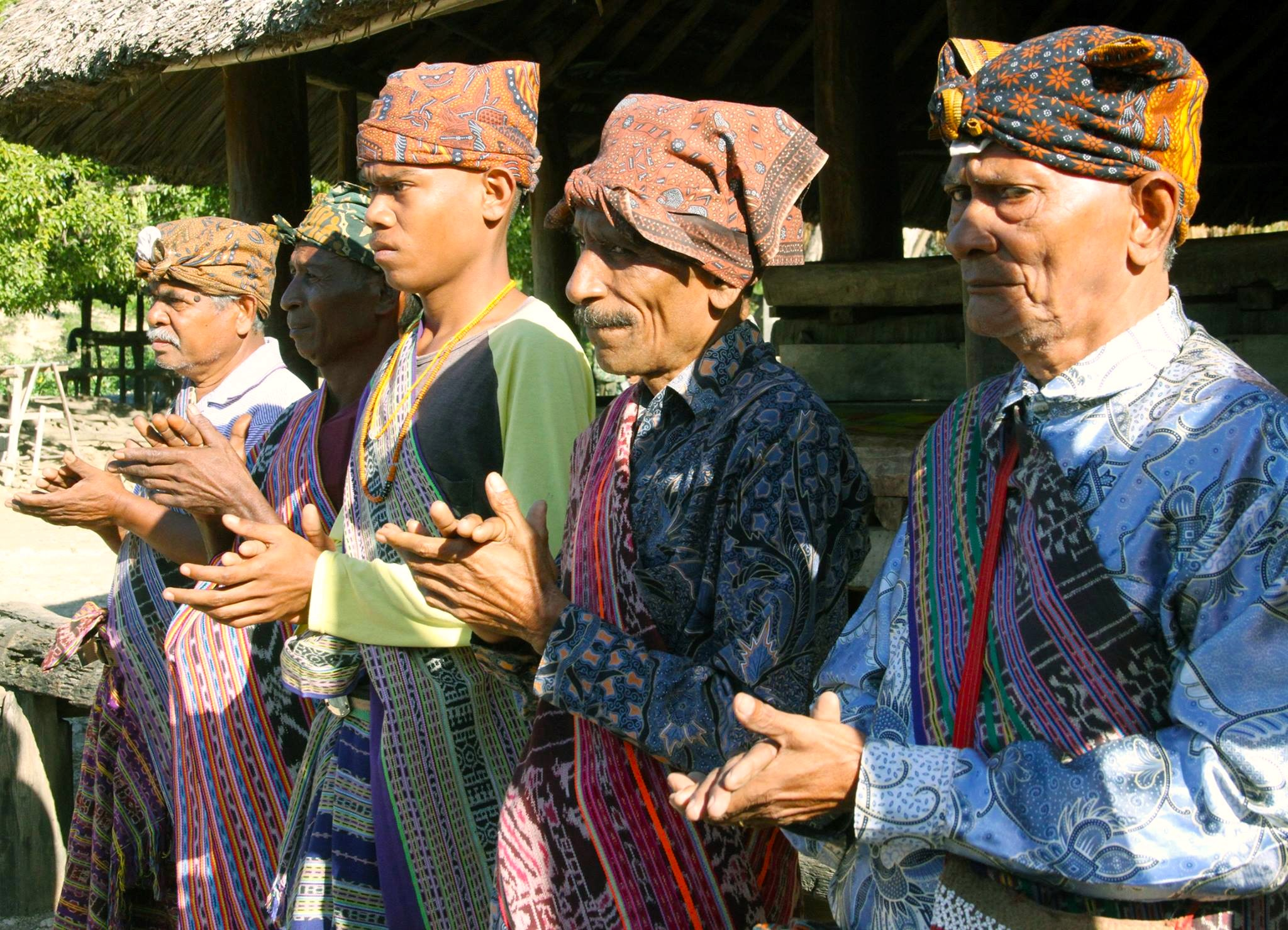
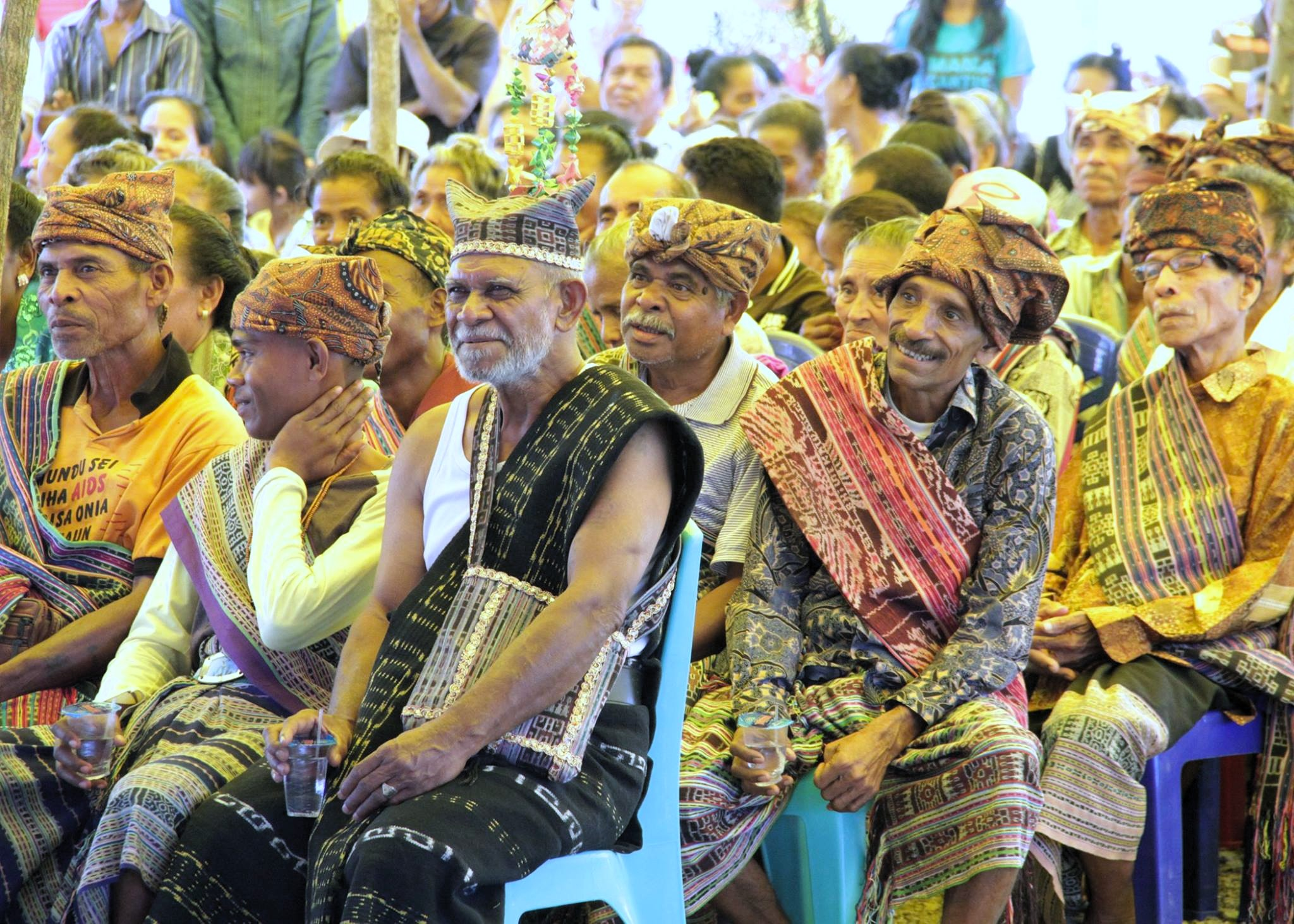
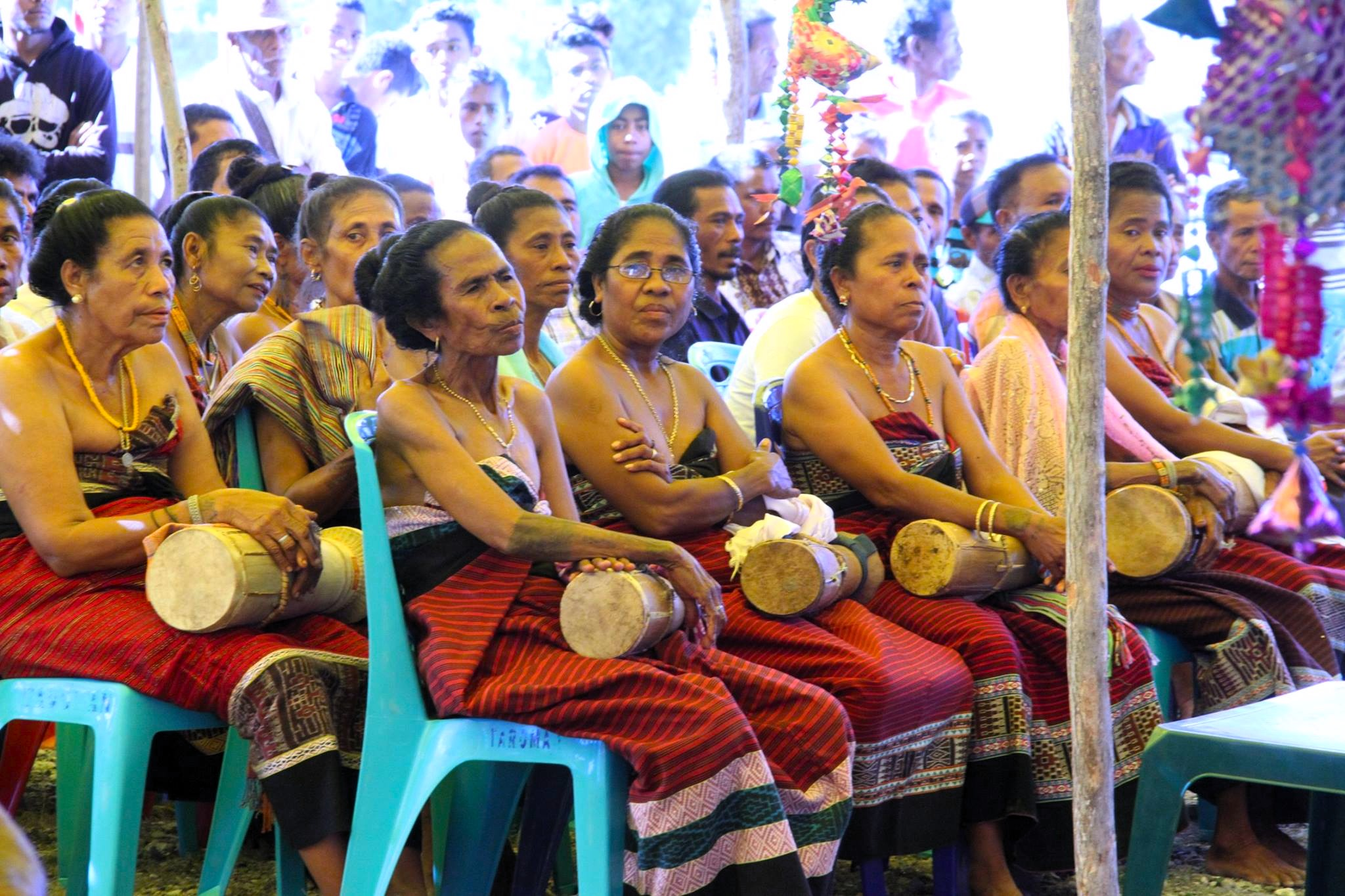
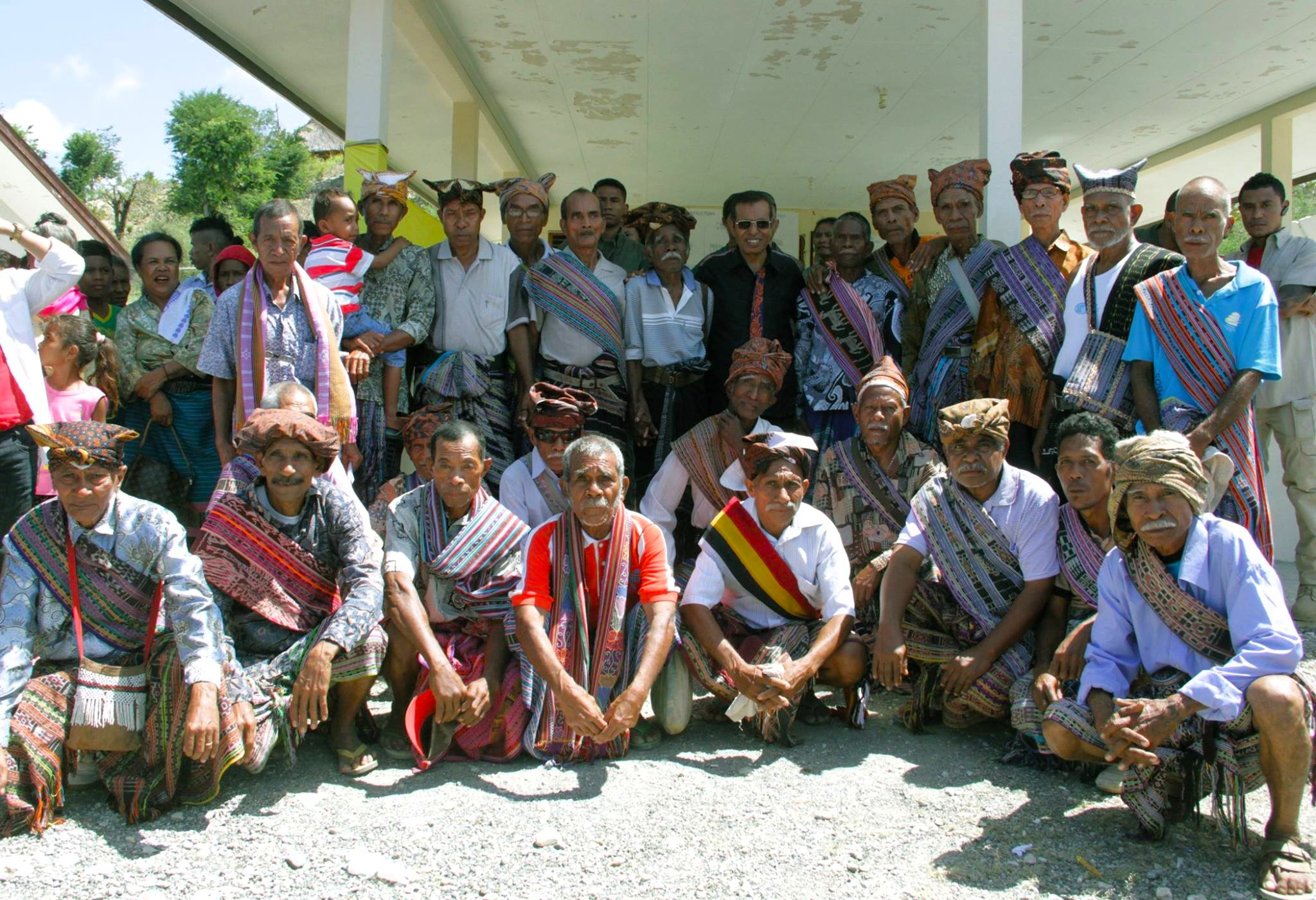

## Geschichte

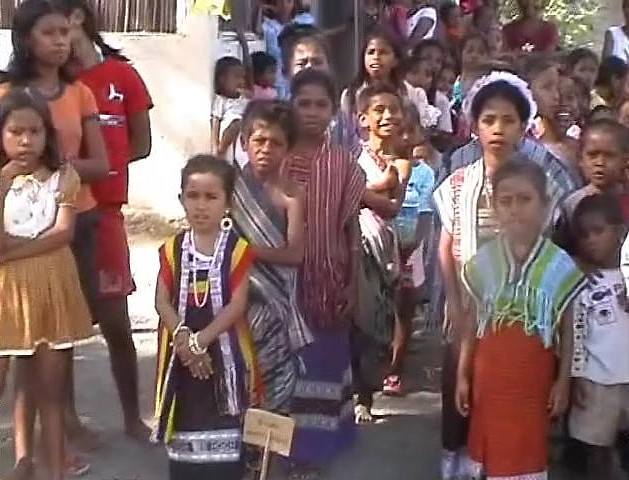
Kinder bei Weihnachtsfeier in Matai (2004)

Am 9. September 1999 wurden während der Unruhen nach dem Unabhängigkeitsreferendum in Osttimor in Matai vier Menschen durch das indonesische Militär und pro-indonesische Milizen ermordet.
Bei Kämpfen zwischen zwei Jugendbanden aus den Dörfern Cunain und Matai wurden am 4. Januar 2008 acht Häuser in Cunain angezündet. Die Nationalpolizei PNTL nahm 14 Verdächtige fest, zwei wurden später freigelassen. Einer der Verdächtigen war der damalige Chefe de Suco Laurentino de Jesus, der die Vorwürfe zurückwies. Fünfzehn betroffene Familien erhielten Unterstützung vom Sozialministerium und des Welternährungsprogramms.

## Politik

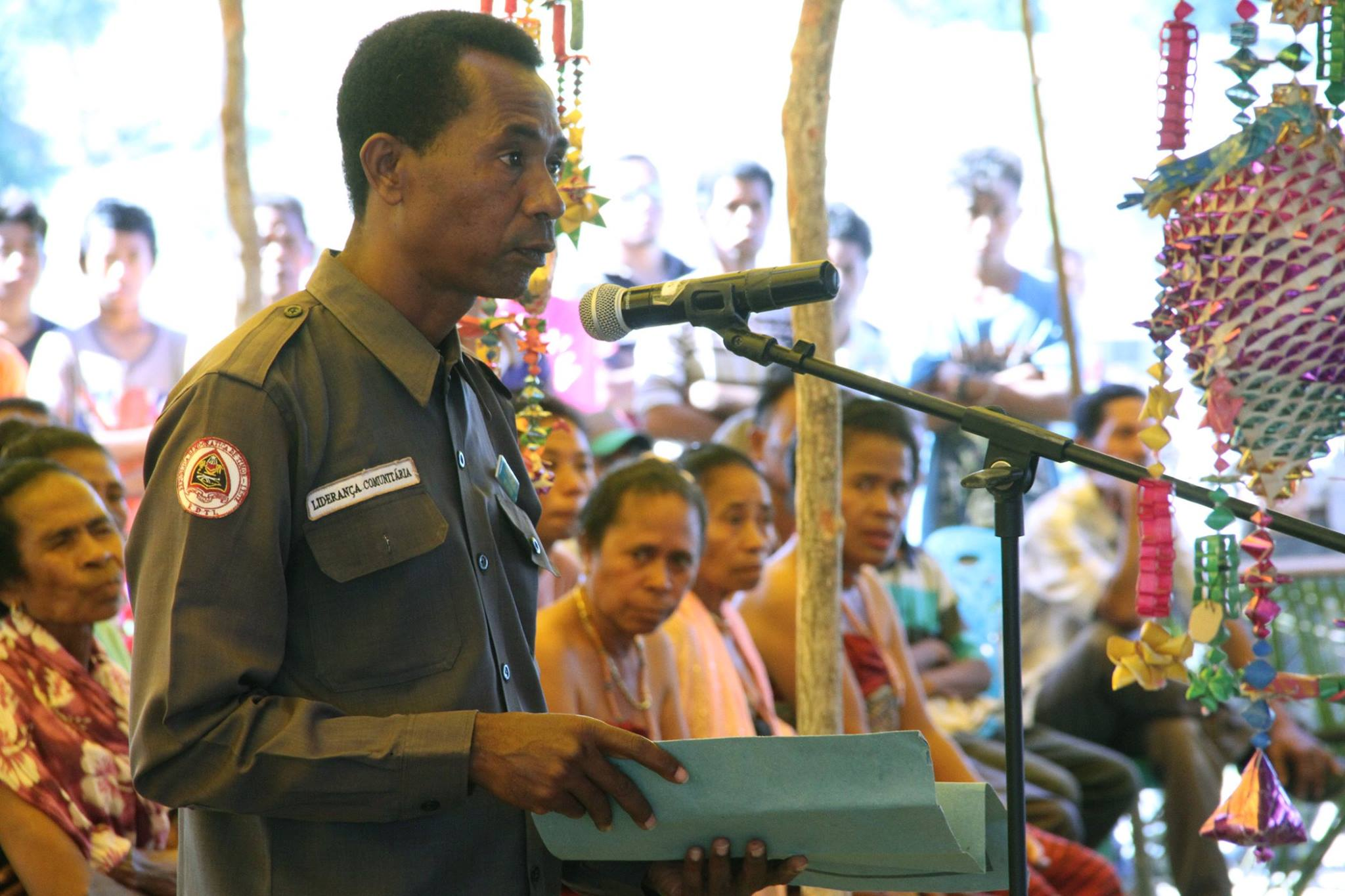
Vicente Safera (2016)

Bei den Wahlen von 2004/2005  wurde Laurentino de Jesusu zum Chefe de Suco gewählt. Bei den Wahlen 2009  gewann Vicente Safera und 2016 João Gusmão.